# Rhagio primaevus
Espèce
Rhagio primaevus est une espèce fossile d'insectes diptères de la famille des Rhagionidae.

## Classification
L'espèce Rhagio primaevus est publiée en 1937 par le paléontologue français Théobald (1903-1981),. 

### Fossiles
L'holotype MA 126 vient de la collection de l'Institut de Géologie de Montpellier, collection constituée par Monsieur de Sardi, et communiquée par M. Thoral professeur de géologie à la faculté des sciences de Montpellier.

### Étymologie
L'épithète spécifique primaevus signifie en latin « jeune âge ».

## Description

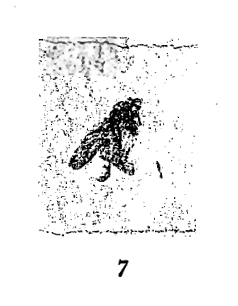
Rhagio primaevus 1937 N. Théobald Holotype.

### Caractères
« Insecte noirâtre. Tête avec deux gros yeux contigus, ♂ ; de forme ovale, antennes non conservées ; cou marqué par un étranglement net. Thorax renflé sur le dos, abondamment couvert de poils, pas de macrochètes visibles. Pattes normales. Ailes claires à nervures brunes bien visibles (voir figure 4 dans le texte) ; nervure costale (C) s'étendant jusqu'au sommet de l'aile, sous-costale (Sc) faible; nervure radiale (R¹) se terminant vers le tiers extérieur, secteur du radius issu de R¹ vers le quart antérieur, se divisant dès le milieu de l'aile en deux branches, la branche antérieure (R²+³}) à peu près parallèle à R¹, se terminant dans C vers le quart extérieur, entre R¹ et R²+³ une tache stigmatique allongée séparée en deux taches distinctes ; branche postérieure se divisant à l'aplomb du stigma en deux nervures (R⁴ et R⁵ ) embrassant le sommet de l'aile; nervure médiane (M) avec une cellule discoidale fermée, réunie à R²+³ et à Cu¹ par une nervure transversale, se divise en trois branches au-delà de la cellule discoidale ; nervure cubitale bifurquée (Cu¹ et Cu² ), la branche postérieure ne semblant pas rejoindre la nervure anale (A). ».

### Dimensions
La longueur de l'aile est de 8 mm.

### Affinités
« D'après la nervation de l'aile, l'Insecte appartient certainement à la famille des Leptidae ou Rhagionidae. Le type le plus voisin parmi les formes actuelles est le genre Rhagio ou Leptis. Parmi les espèces ayant des ailes claires, R. maculatus De Geer et R. immaculatus Meig, des régions paléarctiques ont une tache stigmatique divisée en deux parties. La famille des Leptidés n'a pas encore été décrite dans les marnes oligocènes d'Aix. On en connaît quatorze espèces de l'ambre de la Baltique et cinq du Miocène de Florissant. Nous en avons récemment décrit une espèce de l'oligocène de Kleinkembs (*, page 241). ».

## Biologie
« Larves amphipneustiques, terrestres, saprophages, carnivores par occasion. Mouches errantes, carnivores. Les espèces Rhagio ou Leptis sont répandues sur tout le globe sauf en Afrique et en Australie. ».

### Publication originale
- [1937] Nicolas Théobald, Note complémentaire sur les insectes fossiles oligocènes des gypses d'Aix-en-Provence, Institut de Zoologie, rue Sainte-Catherine Nancy, coll. « Bulletin Mensuel de la Société des Sciences de Nancy / (Nlle. Série) N°6 », juin 1937, 157-178, 7 figures, 2 planches hors-texte. (ISSN 1155-1119, DOI 10.5281/ZENODO.24876, BM SSN Juin 1937)